# Hannes Augustin
Hannes Augustin (* 17. Juli 1959 in Mettmach, Oberösterreich) ist Biologe, Umweltaktivist und Geschäftsführer der Landesgruppe des Salzburger Naturschutzbundes.

## Leben und Wirken
Hannes Augustin stammt aus einer Handwerkerfamilie (Mutter Malergesellin, Vater Malermeister) mit christlich-sozialen Wurzeln. Er hat fünf jüngere Brüder. Er studierte an der Universität Salzburg Biologie (Zoologie, Botanik).
Der prägende Auslöser für Augustins Umwelt-Engagement war seine erste Demonstration gegen das Kernkraftwerk Zwentendorf, zu der ihn sein Chemielehrer mitgenommen hatte.

### Engagement für den Umweltschutz
Seit 1983 ist Augustin Geschäftsführer des Naturschutzbund Österreich – Landesgruppe Salzburg. Seit der Gründung der Aktionsgemeinschaft Lebensraum Salzach 1987, die sich die Renaturierung der Salzach zum Ziel gesetzt hat, ist er einer ihrer Sprecher. Augustin engagiert sich in vielfältiger Weise für den Natur- und Umweltschutz wie z. B. Erhaltung der Salzach-Flussauen, Kampf gegen die Kernenergie, Einsatz für die Nutzung erneuerbarer Energiequellen, für umweltverträgliche Verkehrslösungen und u. a. mit Richard Hörl für den Erhalt der Salzburger Stadtlandschaften (Grünlanddeklaration). Er beteiligte sich an den ökologischen Bewegungen gegen das Kernkraftwerk Zwentendorf, Hainburg an der Donau, Nationalpark Hohe Tauern. Daneben setzt er sich die für die Stärkung direkter Demokratie ein.

Seine Motivation zur Mitwirkung beim Naturschutzbund drückt Augustin folgendermaßen aus: „Ich wünsche mir mehr Wertschätzung gegenüber der Natur und den Anliegen des Umweltschutzes, eine nachhaltige Nutzung der uns als Menschheit und unseren Mitgeschöpfen zur Verfügung stehenden Ressourcen, den Ausbau der Rechte zur Bürgermitbestimmung und die Stärkung der direkten Demokratie.“

### Kampf gegen die Wiederaufarbeitungsanlage Wackersdorf

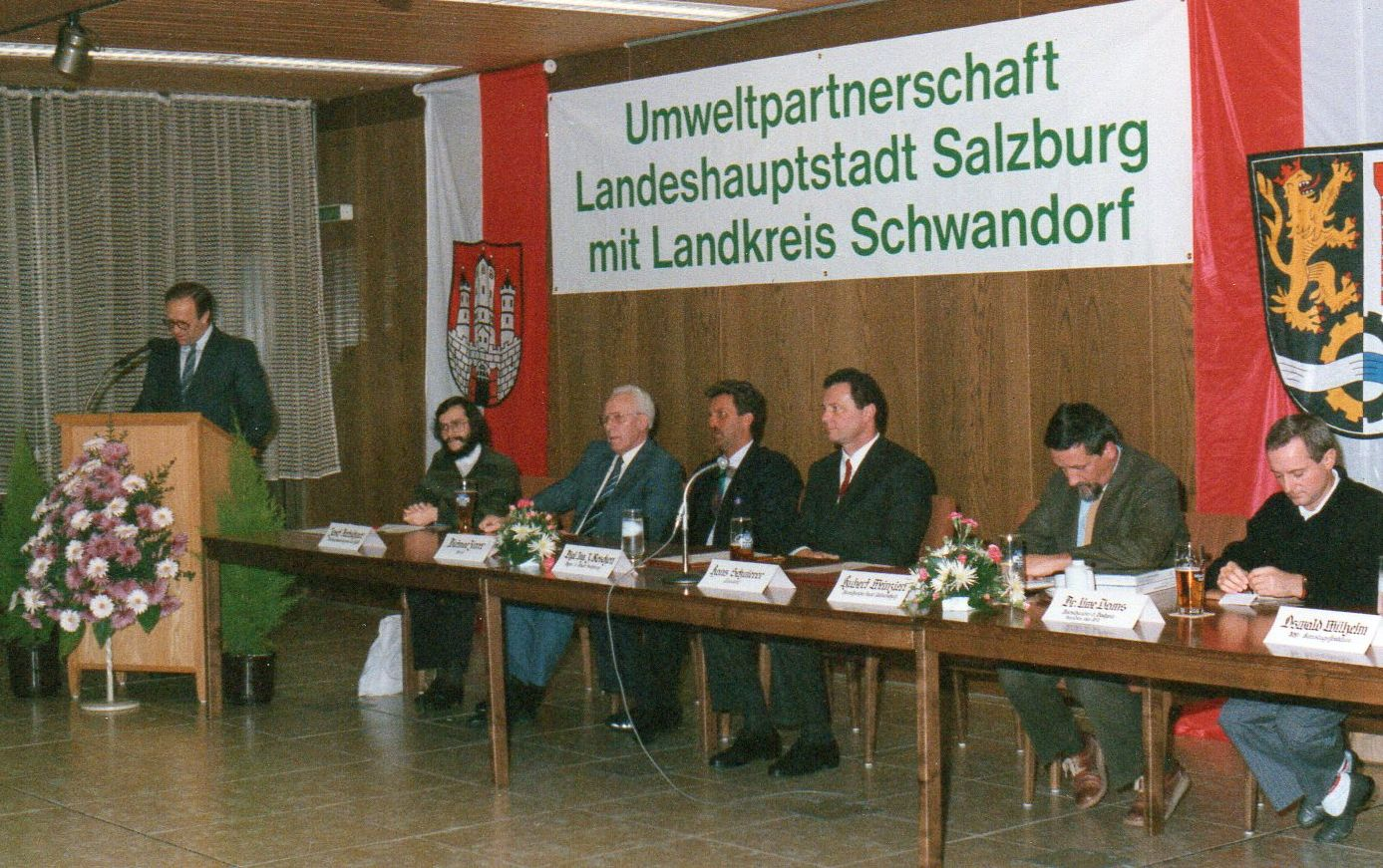
Augustin (2.v.l.) bei der Unterzeichnung der Umweltpartnerschaft 1987

Im Jahr 1986 war Augustin Mitbegründer der Salzburger Plattform gegen die Wiederaufbereitungsanlage Wackersdorf (heute Plattform gegen Atomgefahren – PLAGE) und er ist dort immer noch Fachbeirat. Augustin war einer jener Demonstranten gegen die Wiederaufarbeitungsanlage Wackersdorf (WAA) in Bayern, die im Februar 1988 bei einer nicht genehmigten Blockade auf dem Autobahn-Grenzübergang Walserberg vorübergehend festgenommen wurden. Zusammen mit Heinz Stockinger und weiteren Mitstreitern mobilisierte er die Zivilgesellschaft in Österreich. 1988 übergab Augustin in München als Vertreter der österreichischen überparteilichen Plattform gegen die WAA rund 260.000 Einwendungen aus Österreich gegen den Bau der WAA. Augustin meinte, dass sich noch nie eine Bevölkerung über Staatsgrenzen hinweg derart massiv an einem amtlichen Genehmigungsverfahren beteiligt hätte. 1987 unterzeichnen Hannes Augustin und Heinz Stockinger für den Naturschutzbund Salzburg / PLAGE und Hubert Weinzierl für den Bund Naturschutz in Bayern eine Anti-Atom-Partnerschaft gegen die WAA. Eine ähnliche Verbindung zwischen der Stadt Salzburg und dem Landkreis Schwandorf war 1986 von der Regierung der Oberpfalz verboten worden. 1987 entschied man sich daher für eine kommunale Umweltpartnerschaft, die Augustin zusammen mit Hans Schuierer, Josef Reschen, Hubert Weinzierl u. a. unterzeichneten.

## Auszeichnungen
- 1991 Konrad-Lorenz-Preis für Natur- und Umweltschutz, zusammen mit Heinz Stockinger.[14][15]
- 1992 Wissenschaftspreis des Landes Salzburg[16]